# Ripley (Surrey)
Ripley é uma vila localizado em Surrey, Reino Unido.